# Ștefan Balmez
Ștefan Balmez (n. 1882 sau 1884, Chișinău, gubernia Basarabia, Imperiul Rus – d. după 1942) a fost un bulgar basarabean și  politician moldovean, membru al Sfatului Țării al Republicii Democratice Moldovenești.

## Sfatul Țării
Înainte de primul război mondial, a activat în serviciul public.
A fost unul din cei 3 membri (alături de Arcadie Osmolovski și Mihail Starenki) ai Sfatului Țării care a votat împotriva Unirii Basarabiei cu România. Cu toate acestea, în noiembrie 1918, a votat în favoarea dizolvării Sfatului Țării și a unirii necondiționate a Basarabiei cu România.
După unire a rămas în Basarabia, unde a fost funcționar. În 1937 era membru PNL.
După ocuparea sovietică a Basarabiei în iunie 1940, a fost arestat la 28 iunie 1941 de NKVD. Din cauza izbucnirii ostilităților de pe Frontul de Est, a fost evacuat în lagărul de muncă Ivdel din Siberia, unde a fost condamnat la 10 ani sub acuzația de participare la activitate contrarevoluționară. Balmez a fost acuzat, printre altele, că votul său împotriva unirii din 1918 a fost de fapt aranjat cu autoritățile române, pentru ca "votul să pară democratic" și că, dacă era cu adevărat anti-unionist, ar fi trebuit să nu participe deloc la vot. Destinul lui ulterior este necunoscut. A fost reabilitat de Procuratura RSS Moldovenească la 10 mai 1989, în conformitate cu Decretul Prezidiului Sovietului Suprem al URSS din 16 ianuarie 1989.

## Galerie de imagini

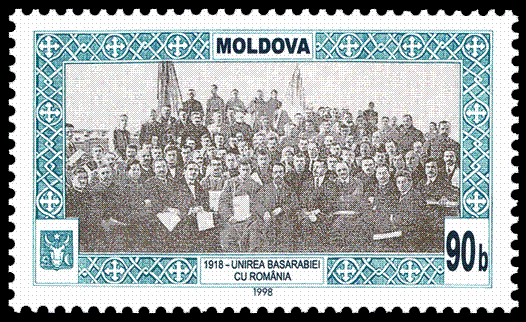
Membrii Sfatului Țării pe un timbru moldovenesc din 1998.